# Busulfan
Busulfan ist ein synthetisches Zytostatikum zur Behandlung bestimmter Krebserkrankungen. Es zählt zu den Alkylantien.

## Herkunft und Herstellung
Busulfan wird synthetisch durch Reaktion von 1,4-Butandiol mit Methansulfonylchlorid hergestellt. Es entstammt im Gegensatz zu anderen Zytostatika wie Vincristin, Topotecan oder Paclitaxel keiner Pflanze bzw. deren Extrakten.

## Wirkungsmechanismus
Busulfan ist ein bifunktionales Alkylans. Die Bifunktionalität ergibt sich aus zwei Methansulfonat-Gruppen, die an den Enden der C4-Kette vorzufinden sind. Die beiden Methansulfonatgruppen stellen gute Abgangsgruppen dar und werden leicht nukleophil substituiert. Alkyliert wird vor allem die DNA, aber auch andere Moleküle in der Zelle können Ziele der Alkylierung durch Busulfan sein.

## Anwendungsgebiete
Anwendungsgebiete von Bulsulfan sind die Chronische myeloische Leukämie (CML) und die Konditionierungsbehandlung vor Stammzelltransplantation. Die Wirkung von Busulfan ist bei der Behandlung der Philadelphia-Chromosom negativen chronisch myeloischen Leukämie schwächer als bei der Behandlung der Philadelphia-Chromosom positiven CML. Busulfan wird bei der Konditionierung vor Stammzelltransplantation typischerweise in Kombination mit Cyclophosphamid eingesetzt.

## Verabreichung
Busulfan kann peroral als Tablette oder intravenös als Infusion gegeben werden.

## Nebenwirkungen

### Knochenmarktoxizität (Leukopenie, Anämie, Thrombopenie)
Die wichtigste und gegebenenfalls schwerwiegendste Nebenwirkung ist die Myelotoxizität (Toxizität auf das Knochenmark und die Blutbildung) mit nachfolgender Anämie, Leukopenie und Thrombopenie. Diese Nebenwirkung tritt bei der Verabreichung von Busulfan bei allen Patienten auf; lediglich der Schweregrad, die Dauer und die eventuellen Begleiterscheinungen sind neben der Dosis auch von Eigenschaften des Patienten  wie beispielsweise vorbestehende Schädigung des Knochenmarks, eine oder fortlaufende Gabe von Busulfan oder anderen Zytostatika usw. abhängig.
Unter Verwendung von Busulfan im Rahmen der Konditionierungsbehandlung vor Stammzelltransplantation fallen die Leukozyten vier  Tage nach der Transplantation auf einen medianen Nadir. Die Anzahl der Neutrophilen (ANC) erholt sich innerhalb von 13 Tagen nach Transplantation, sofern prophylaktisch G-CSF (Filgrastim, Lenograstim) eingesetzt wird. 98 % aller Patienten unter Busulfan bei Konditionierung vor Stammzelltransplantation wiesen Thrombozytenzahlen von weniger als 25000/µl auf. Die Thrombopenie trat im Median 5–6 Tage nach Transplantation auf. 69 % aller Patienten wiesen eine Anämie mit einem Hämoglobin von weniger als 8,0 g/dl auf.

### Infektionen
Die Leukopenie und insbesondere Neutropenie führen in vielen Fällen zu vermehrtem Auftreten von bakteriellen und mykotischen (Pilze) Infektionen. Diese können leicht sein, meistens handelt es sich aber um ernstere Infektionen der unteren Luftwege (Lungenentzündung) oder gar um Blutvergiftungen (Sepsis). Letztere sind lebensgefährlich.
Das Absinken der Lymphozyten (Lymphopenie) im Rahmen der Leukopenie führt auch zu einem vermehrten Auftreten von Virusinfektionen. Diese können auch schwerwiegend sowie lebensbedrohlich sein (Herpes-simplex-Enzephalitis, disseminierte Varizellen usw.).

### Krampfanfall
Unter Verwendung hoher Dosen von Busulfan wie bei der Konditionierung vor Stammzelltransplantation sind Krampfanfälle beobachtet worden. Diese treten gesichert unter peroraler Gabe auf; da die intravenöse Dosierung jedoch die gleichen Plasmakonzentrationen an Busulfan erreicht, ist auch bei der intravenösen Gabe von einem Risiko für Krampfanfälle auszugehen. Aus diesem Grunde wird Patienten mit hochdosiertem Busulfan gleichzeitig eine Prophylaxe gegenüber Krampfanfällen mit Phenytoin verabreicht. Die prophylaktische Behandlung mit Phenytoin sollte dabei vor der ersten Busulfan-Dosis begonnen sein. Die Gabe von Busulfan bei Patienten mit Krampfleiden sollte daher mit gesonderter Vorsicht erfolgen.

### Leberschädigung
Hohe Busulfanspiegel können Leberschädigungen hervorrufen. Insbesondere kann ein Lebervenenverschluss (venookklusive Erkrankung, VOD) auftreten. Patienten, welche zuvor eine Strahlentherapie der Leber erhalten haben, haben ein höheres Risiko für das Auftreten einer VOD im Vergleich zu nicht-bestrahlten Patienten. Ebenso ist das Risiko erhöht für Patienten mit mehr als drei absolvierten Zyklen Chemotherapie oder mit vorangegangener Stammzelltransplantation kombiniert mit einer die Knochenmarkbildung hemmenden (myeloablativen) Chemotherapie. Die Häufigkeit beläuft sich auf 7,7 bis 12 % der Patienten mit Stammzelltransplantation unter Verwendung von Busulfan, die entsprechende Mortalität betrug 3 %.

### Lungenfibrose (Busulfan-Lunge)
Eine Lungenfibrose nach Behandlung mit Busulfan ist eine sehr seltene, aber sehr schwerwiegende Komplikation. Sie tritt typischerweise verzögert auf (4 Monate bis 10 Jahre nach Busulfan, im Mittel 4 Jahre). Eine effektive Behandlung der Lungenfibrose ist nicht bekannt. Bei schwerem Verlauf kann eine Lungentransplantation unumgänglich sein.

### Karzinogenität, Mutagenität, Embryotoxizität
Chromosomenveränderungen unter oder nach Behandlung mit Busulfan sind sowohl bei Tieren als auch beim Menschen nachgewiesen worden. Die Entwicklung von sekundären (therapieassoziierten) akuten Leukämien ist bei Behandlung mit Busulfan berichtet worden. Die sekundären Leukämien traten dabei 5–8 Jahre nach Busulfan-Behandlung auf.
Infolge seiner kanzerogener und mutagener Eigenschaften gilt Busulfan als embryotoxisch. Eine bei bestehender Schwangerschaft erfolgte Busulfan-Behandlung erhöht das Risiko einer Schädigung des Embryos deutlich.

### Amenorrhoe und Zeugungsunfähigkeit
Niedrigdosiertes Busulfan verabreicht über längere Zeiträume (Monate oder Jahre) bei der Behandlung der chronisch myeloischen Leukämie führt bei Frauen vor der Menopause zu einer Unterdrückung der Eierstockfunktion. Es resultiert hieraus ein Ausbleiben des Eisprungs, nachfolgend ein Ausbleiben der Regelblutung (Amenorrhoe). Bei Männern konnte unter Busulfan-Behandlung eine Azoospermie und eine Hodenatrophie nachgewiesen werden.

## Gegenanzeigen (Kontraindikationen)
- Schwangerschaft
- Stillzeit
- Impfungen (Lebendimpfstoffe)

## Historisches
D.A. Galton wies 1953 erstmals die Wirksamkeit von Busulfan bei der chronisch myeloischen Leukämie (CML) nach.

## Fertigarzneimittel
Busilvex (D), Myleran (D)